# 黒河内兼規
黒河内 兼規（くろこうち かねのり、享和3年（1803年） - 慶応4年8月23日（1868年10月8日））は、幕末の武士(会津藩士)。
旧姓は羽入、諱は初めは義信、のちに兼規。通称は伝五郎で、黒河内伝五郎の名前でも知られる。

## 経歴
享和3年(1803年)、会津藩御側医師・羽入義英の次男として生まれた。
黒河内治助兼博に神夢想無楽流の居合術を学び、その養子となって伝五郎兼規と名乗り、指南役となって藩士の指導にあたった。 
居合術以外に、稲上心妙流柔術、白井流手棒手裏剣術、穴沢流の薙刀術、双水執流腰之廻り、吹き針など武芸全般にわたる達人として聞こえていた。中でも手裏剣と吹き針の術は古今に例のない程の名人であったという。他方、和歌もよくし、これは若い頃より同藩の野矢常方について学んでいた
現在の子孫によれば、師範は妻を持たないこともあり、優秀な弟子伝五郎が養子に選ばれた。小柄な体格、糖尿病が原因で失明したと語った。人物事典の大東流武田惣角の母が黒河内伝五郎の娘富という説は否定する戸籍の証拠がある。武田惣角の実母は斎藤家のトハ、義母は同姓の黒河内権助の次女タツで、戸籍・墓石で確認されている。なお、黒河内伝五郎と黒河内権助、御供番佐藤金右衛門（居合の先生）は師弟、親戚の関係にある。黒河内伝五郎は「柔術は武芸の元素なり、これを極めれば他の武芸を極めることは難しいことではない」と語った。黒河内伝五郎の柔術は佐藤金右衛門、武田惣角に受け継がれた。資料として、佐藤家の伝記、武田惣角一代記に佐藤家の記述がある。
嘉永5年(1852年)、吉田松陰が会津を訪れた際には、日新館を案内している。
晩年は眼病を患い失明し、慶応4年8月23日（1868年10月8日）、新政府軍が若松城下に迫ると、藩の足手まといになるのを厭い、北越で戦い、重傷を負って床に付していた次男・百次郎を盲目ながらも介錯したのち、自らも自刃した。享年65。
長男・百太郎も二番砲隊として奮戦したが、翌日戦死している。新たに判明した三男伸三郎は西南戦争に参戦した記録がある。孫忠孝などの子孫は現在もおられる。黒河内伝五郎は自害の際、家族に首は敵に渡すな、井戸に投げろと言った。親戚の神山家に、黒河内伝五郎が槍を米俵に刺したまま、軒先まで跳ね上げた逸話が伝えられている。
墓所は、福島県会津若松市七日町の阿弥陀寺。黒河内家代々の墓地は善龍寺。

## 黒河内家
黒河内家は、代々神夢想無楽流の居合の師範を務めた家柄で、家禄は13石2人扶持。曽祖父・左近兼孝は居合の術をもって宝暦3年(1753年)、新たに師範となった。祖父・治太夫兼義、父・兼博、みなこれを継いでその師範となった。

## 登場作品
- 八重の桜 - 2013年、NHK大河ドラマ、演：六平直政